# 123RF
123RF ist eine im Jahr 2005 gegründete Bildagentur für Stockfotografie mit Hauptsitz in Malaysia. Ursprünglich vermarktete sie ausschließlich Rechte von Fotografien. In den letzten Jahren erweiterte 123RF das Portfolio und bedient den wachsenden Markt der webbasierten Contentindustrie.
Neben den über 40 Millionen Bildvermarktungsrechten verfügt das Unternehmen auch über Datenbanken für Vektorgrafiken, Icons, Video- und Audiodateien. Die Vermarktung findet hauptsächlich über ca. 300 Mitarbeiter statt, die vom Home-Office aus agieren. Sie vertreiben die Produkte wie Fotos und Illustrationen an Agenturen, Verlage und Medienmacher, aber auch erfolgreich an semiprofessionelle bzw. an private Internetnutzer. Die zukünftige Entwicklung des Unternehmens ist stark gekoppelt an die Entwicklungen der elektronischen Medien, an die Verbreitung sozialer Netzwerke und an künftig zu erwartende Anpassungen des Urheberrechts.

## Preispolitik
Die Margen für die Künstler und Fotografen liegen zwischen 30 und 60 Prozent und damit im Vergleich zu den Mitbewerbern im oberen Bereich. Aufgrund einer gefächerten Preispolitik setzte das Unternehmen seine Mitbewerber von Anfang an stark unter Druck. Neben den kostenpflichtigen, in Form von sogenannten Credits zu erwerbenden Nutzungsrechten für Fotos, vertreibt das Unternehmen auch Credits zu lizenzfreien Bildern, sogenannten royalty free bzw. Bildpaketen. Das geschieht in Form von Abonnements unterschiedlicher Preisklassen und spricht damit neben den meist mit Premiumstocks arbeitenden professionellen Kunden gezielt nichtprofessionelle Nutzer an. Die im Vergleich zu den Mitbewerbern relativ hohen Margen für die Fotografen bzw. Künstler und Gestalter, die ihre Arbeiten von 123RF vermarkten lassen, verbunden mit der Ansprache einer breiten Zielgruppe, die über die bisherigen Kunden von Agenturen, Medienmacher und Werber hinausgeht, haben dem Unternehmen in einer dynamischen Phase der Marktentwicklung im Contentsegment, bezogen auf die Nutzerzahl und den Umsatz, eine Führungsposition verschafft.
Ein ursprünglich für 2014 geplanter Börsengang kam jedoch nicht zustande.

## Außendarstellung
Ungewöhnlich für die Branche ist eine offensive Marketingstrategie des Vermarkters, die trotz des eigentlichen Kerngeschäfts der Bildrechtevermarktung auf private Internetnutzer abzielt. Für die Gestaltung des Webauftritts steht seit 2016 der ehemalige Weltklassesurfer, Gestalter der Musikzeitschrift Ray Gun und international renommierte Grafikdesigner David Carson zur Verfügung. Er soll dem mangelnden Unterhaltungscharakter der Vermarktung von Stocks eine neue unkonventionelle Note verleihen. Diese Form der PR impliziert eine weitere Verlagerung der Gewichtung von sonst branchentypischer B2B-Kommunikation hin zum privaten Internetnutzer. Carson arbeitete in den letzten Jahren mit Popstars wie Prince, aber auch für global agierende Lifestyle-Marken wie Pepsi, Burton Snowboards und den Spielekonzern Sega.
Neben dieser gestalterisch neuartigen Strategie gehört aber auch eine auf Profis ausgerichtete Kategorie Community zum Marketingmix. Hier wird mit Bildbearbeitungstipps, Workshops und News die spezifische Kundenbindung zu professionellen Grafikern betont. Auf der anderen Seite werden aber gezielt kreativ und jung anmutende Images kreiert, um diese Fokussierung aufzubrechen. Das zeigt insbesondere die auf Audio- und Soundcontent ausgerichtete 123RF-Tochter SoundBounce. Hier kam es 2015 zur Veröffentlichung eigener Musikproduktionen, die bemerkenswerterweise auch über die Konkurrenten (Amazon, iTunes-Store und cdbaby) kommerziell vertrieben werden. Der Name des Tochterunternehmens SoundBounce fungiert beim Album Lumière als vermeintlicher Name des Künstlers.
Das Unternehmen verwendet einen Mix aus Instrumenten des Guerilla-Marketings, kreiert eine lifestylebetonte Erlebniswelt mit den Attributen Kreativität, Jugendlichkeit und Pop (‘credibility’) und inszeniert sich gleichzeitig weiterhin als ein Fachforum im Bereich der professionellen Gestaltung neuer Medien.
Die Marktentwicklung im Verlagswesen hat in den letzten Jahren traditionelle Verlagshäuser wie Springer (ASMI), Bertelsmann, die Pro7-Tochter Seven One Media und Gruner & Jahr auf dieses Terrain genötigt, Global Players, die ihre ehemals im Printmarkt gewonnenen Ressourcen nun massiv in den Contentmarkt verlegt haben. Dagegen ist die strategische Ausrichtung von 123RF ein Alleinstellungsmerkmal und als solche in ihrer Art ähnlich der vormals als rebellisch kritisierten Strategien von späteren Internetgiganten aus dem Silicon Valley.
Es sind 110 Millionen Medien im Angebot. Die deutsche Niederlassung befindet sich in Berlin.